# Lombard (langue germanique)
Ne doit pas être confondu avec Lombard (langue romane).
Pour les articles homonymes, voir Lombard.
Le lombard (ou, à l'instar de l'italien, longobard) est une langue germanique qui était parlée en Italie par le peuple des Lombards (ou Longobards) aux VIe et VIIe siècles.

## Classification
Cette langue s’étant éteinte sans avoir développé de tradition écrite propre, il est malaisé de la cerner de façon rigoureuse ; les tentatives de l'assigner à l'aire du germanique oriental (en mettant en relief ses liens avec le gotique et avec le burgonde) ou à l’aire du germanique occidental (en mettant en évidence les apports du haut-allemand ancien) n’ont pas permis de conclusions définitives. L'état de conservation des témoignages qui nous sont parvenus et leur datation très ancienne par rapport aux langues germaniques occidentales connues indiqueraient plutôt une langue située à cheval entre les deux groupes. L'histoire des Lombards montre un peuple qui, au début de son histoire documentée, a longuement partagé les aires d'installation des Goths et leur religion ; par la suite, une fois installé en Italie, il a noué des contacts de plus en plus étroits avec des locuteurs de l'aire occidentale : Bavarois, Francs.
Piergiuseppe Scardigli a défini le lombard comme « une planète qui, après être longtemps restée dans l'orbite du gotique, a été ensuite attirée dans celle du haut-allemand ancien », tandis que Marcello Meli précise : « En règle générale, c’est parmi les dialectes du haut allemand ancien que le lombard s'insère lui aussi, mais l'insuffisance de la documentation linguistique ne permet pas une classification sûre ». Sergio Rovagnati, après avoir fait observer combien l’historiographie a hésité à classer les Lombards (et par conséquent leur langue) entre les Germains occidentaux ou orientaux, voire septentrionaux (avec une préférence plus récente pour le premier groupe), observe : « En ce qui concerne leur langue nous ne savons pas grand chose […] ; dans le peu de traces restées […] il est souvent difficile de distinguer les éléments réellement lombards de ceux qui ont été acquis auprès des autres populations, particulièrement des Goths. Même des comparaisons de la langue lombarde avec les langues germaniques modernes sont également difficiles, puisque les langues germaniques orientales […] sont aujourd'hui totalement éteintes. Dans ce qui nous est parvenu de la langue parlée lombarde nous trouvons des similitudes avec les langues germaniques orientales ou nordiques, mais il n’est pas simple d’établir si elles » seraient le résultat d'un rapport phylogénétique ou de changements ultérieurs, dus à une profonde influence réciproque. Nicoletta Francovich Onesti place la langue lombarde dans la lignée des langues germaniques occidentales. Les rois et ducs lombards portent généralement des noms germaniques occidentaux.
Selon François Louis Ganshof, la langue lombarde disparait par romanisation entre le VIIIe et le IXe siècle en laissant un superstrat germanique dans la langue lombarde du groupe italo-roman.
On évalue à 280 le nombre de mots italiens d'origine lombarde germanique.